# Belly to belly
belly to belly（ベリー・トゥ・ベリー）は、日本のバンド。所属事務所はミラクルカンパニーおよびavex trax。

## 略歴
制服向上委員会所属時は望月菜々、脱退後は井出百合子として活動したNanakoをボーカルに据えて結成。プロデュースは浜崎あゆみ等を手掛けた星野靖彦。1999年11月、シングル「faker」でデビュー。
ユニット名は直訳すると「腹と腹」。クラブ用語として“足の踏み場もないほど混み合っているダンスフロアー”という意味があり、転じて「リスナーとも密接な関係にありたい」という願いが込められてる。また、レスリングにおけるフロントスープレックスの別名である。
女性ヴォーカル&男性ツイン・ギターという異色の3人編成ユニットであり、ほとんどの楽曲をメンバー内で手掛けている（おもに作詞がNanako、作曲がYOZO）。初期は打ち込み要素が多かったが、路上ライブを含むライブ活動を経てバンド編成を強く意識したアーティストへ変化。
タイアップ曲も多く、TOKYO MXでレギュラー番組も持ち、これからというタイミングで2001年、Nanako脱退に伴い突然に活動休止。リリース予定だったアルバムも制作が中止された。

## メンバー
- NANAKO（井出奈那子　いで・ななこ）- ヴォーカル

1978年5月21日、東京都出身。O型。過去には1992年に結成された制服向上委員会では望月菜々、脱退後は井出百合子として活動した。モデル然とした顔立ち、スタイルとハイトーンの歌声が特徴。
当時の所属事務所からデモテープを送ることを進められ、それが目に留まりユニット結成に至った。
身長:163cm。スリーサイズは80/56/84。
- YOZO（中津川陽三　なかつがわ・ようぞう）- ギター

1973年1月5日、埼玉県出身。B型。ロングヘアーでメガネ姿が特徴。もっとも長身。リーダーであるが、おとぼけキャラクターであった。ピアノ、ドラム、トランペット、トロンボーンなども演奏できるマルチプレイヤー。解散後は作編曲家として活動。
- RYOTA（横山亮太　よこやま・りょうた）- ギター、コーラス

1973年7月24日、東京都出身。B型。金髪。フードをかぶった姿や短パン姿も多かった。解散後はサポートギタリストとして活動。

## 作品

### シングル
|     | 発売日        | タイトル       | 収録曲 | 備考 |
| --- | ------------- | -------------- | --- | ---- |
| 1st | 1999年11月3日 | Faker          | 1. faker 2. 天使を捨てて 3. faker-instrumental- |      |
| 2nd | 2000年2月2日  | Tight Rope     | 1. Tight Rope 2. 43回目のサヨナラ 3. Tight Rope(instrumental) |      |
| 3rd | 2000年4月26日 | カラカラ       | 1. カラカラ”SUGIURUMN MIX” 2. LOVE 3. please”Unplugged session” 4. カラカラ”Original version” 5. please”Original version” 6. カラカラ”cool bossa mix” 7. please”Original version-Instrumental-” 8. カラカラ”Original version-Instrumental-”                                    |      |
| 4th | 2001年3月22日 | beautiful days | 1. beautiful days”Original Mix” 2. pain”Original Mix” 3. inside 4. beautiful days”Huge urgent mix”Remixed by Huge 5. beautiful days”SUGIURUMN MIX”Remixed by SUGIURUMN 6. pain”Original Mix-Instrumental-” 7. beautiful days”Original Mix-Instrumental-” 8. pain”suitcase jam” |      |
| 5th | 2001年5月23日 | シンプル       | 1. シンプル “Original Mix” 2. GIFT “Original Mix” 3. シンプル “Yuta’s childhood mix” 4. GIFT “BUZZ BEAT MIX” 5. シンプル “Huge engrossing mix” 6. シンプル “Original Mix -instrumental-” 7. GIFT “Original Mix -instrumental-”                                                 |      |
| 6th | 2001年7月25日 | GIRL           | 1. GIRL ”Original Mix” 2. Tears… ”Original Mix” 3. GIRL ”Yuta`s Harajuku BOSSA mix” 4. 花 5. GIRL ”Huge witching mix” 6. GIRL ”Original Mix -Instrumental- ” 7. Tears… ”Original Mix -Instrumental- ” 8. Tears… ”EMERGENCE MIX”                                                |      |

## タイアップ一覧
| 年     | 曲名                          | タイアップ                                                         |
| ------ | ----------------------------- | ------------------------------------------------------------------ |
| 1999年 | faker                         | テレビ東京系『スキヤキ!!ロンドンブーツ大作戦』エンディング・テーマ |
| 2000年 | カラカラ "Original version"   | 日本テレビ系 shin-D『おもひでベッド』主題歌                        |
| 2001年 | beautiful days "Original Mix" | テレビ東京系『スキヤキ!!ロンドンブーツ大作戦』オープニング・テーマ |
| 2001年 | beautiful days "Original Mix" | セブン-イレブンCMソング                                            |
| 2001年 | pain "Original Mix"           | 日本テレビ系『THE・サンデー』エンディング・テーマ                  |
| 2001年 | シンプル "Original Mix"       | TBS系『COUNT DOWN TV』オープニング・テーマ                         |
| 2001年 | GIRL "Original Mix"           | TBS系アニメ『筋肉番付・金剛くんの大冒険!』オープニング・テーマ     |
| 2001年 | GIRL "Original Mix"           | テレビ東京系『スキヤキ!!ロンドンブーツ大作戦』エンディング・テーマ |
| 2001年 | Tears… "Original Mix"         | TBS系アニメ『筋肉番付・金剛くんの大冒険!』エンディング・テーマ     |

## 出演

### テレビ
- リズムベイビー（2000年5月5日、TBS）
- channel@（2000年5月4日、フジテレビ）
- 電リク！BEAT BOX！（2001年4月～2001年9月、TOKYO MX TV）

### ラジオ
- RIDE ON MUSIC(2000年2月8日、TBSラジオ）
- 木曜深夜ワイド（2000年5月度マンスリーゲスト、TBSラジオ）
- オールナイトニッポンR（2000年月1日、ニッポン放送）パーソナリティ

### イベント
- avex summer paradise 2000（2000年8月31日、東京・国立代々木競技場）